# David Olére
David Olère (Varsóvia, 19 de janeiro de 1902 - Noisy-le-Grand, 21 de agosto de 1985), foi um pintor judeu de ascendência polonesa e naturalizado francês. Ele também era escultor, desenhista e gravurista. Ficou mais conhecido por suas pinturas e desenhos explícitos, nascidos de suas experiências, como prisioneiro judeu Sonderkommando, no campo de concentração de Auschwitz, durante a Segunda Guerra Mundial. Seu trabalho foi todo, ou em grande parte, dedicado ao registro do Holocausto.
Além disso, ele retratou, em diversas pinturas, alguns membros da SS.

## Vida
Olère nasceu em em uma família judia de Varsóvia, em 19 de janeiro de 1902. Seu pai era médico e a mãe parteira.  ·  Dono de um talento precoce, ele, muito jovem, aos 13 anos, recebe uma bolsa de estudos e, apesar do numerus clausus contra os judeus, ingressou na Academia de Belas Artes de Varsóvia, onde concluiu seus estudos em 1918, aos 16 anos.
Já formado, mudou-se para Danzig (Gdansk) e depois para Berlim, onde participou, como xilogravurista, de exibições em galerias, museus e casas de arte, entre elas a Kantstrasse.  Aos 19 anos, mais precisamente, entre os anos de 1921 e 1922, ele deixou a Polônia e iniciou sua carreira na indústria cinematográfica, sendo contratado por Ernst Lubitsch, diretor da Europäische Film Allianz (E.F.A.),  uma companhia cinematográfica criada pelo estadounidense Adolph Zukor,  sediada em Berlin, para trabalhar como pintor, decorador e designer de estúdio. Atuando também como escultor e arquiteto assistente. Ele montou os cenários para o filme Das Weib des Pharao.  - (em inglês) The Wife of the Pharaoh - (em português) -, O amor do faraó -, de 1922. Um drama/Ficção histórica, com 1h50m de duração, dirigido por Ernst Lubitsch e estrelado por Emil Jannings no papel-título.
Olére também viveu em Munique e Heidelberg  e em 1923, ele mudou-se para o distrito de Montparnasse, em Paris, frequentou muitos artistas, trabalhou como designer de pôsteres, cenógrafo, e desenhista de figurinos e cartazes publicitários para a empresa de cinema Paramount, entre outras indústrias cinematográficas, emergentes naquela época, e, em especial para a Paramount. , tornando-se amigo do então presidente da Paramount na Europa, Henri Klarsfeld e lecionou na Académie de la Grande Chaumière.
Em 1930, Olére casou-se com Juliette Ventura, uma francesa, e, em 1937, o casal mudou-se para o subúrbio francês de Noisy-le-Grand. Nessa época nasce o filho do casal Alexander  e ele, Olére, em 1937, adquiriu a cidaadania francesa, com o nome de David Olère. Quando eclodiu a Segunda Grande Guerra Mundial, Olére foi convocado para o 134º Regimento de Infantaria e lutou em Lons-le-Saunier, em 1940. 

## O Holocausto
Em 20 de fevereiro de 1943 Olére foi preso pela polícia francesa, durante o governo do Marechal Pétain, durante uma busca e captura de judeus na Seine-et-Oise. Ele foi enviado, inicialmente, para o Campo de deportação de Drancy.  Em 2 de março de 1943, ele, e cerca de 1000 judeus, foram deportados de Drancy para Auschwitz II (Auschwitz-Birkenau).  Nessa oportunidade, Olère era uma das 119 pessoas selecionadas para trabalhar; o resto foi enviado para as câmaras de gás logo após a chegada ao campo de concentração. 
Ele foi registrado como prisioneiro 106144 e atribuído ao Sonderkommando em Birkenau. O Sonderkommando era uma classe de prisioneiros que tinha como tarefa remover os corpos das câmaras de gás, recuperar objetos de valor destes cadáveres, antes de lançá-los nos fornos crematórios e, depois, remover os restos das cinzas destes fornos. 
Os membros dos Sonderkommandos, apesar de serem relativamente mais bem tratados do que os outros prisioneiros do campo, eram regularmente enviados às câmaras de gás para evitar futuras revelações e testemunhos embaraçosos sobre o processo de extermínio em Auschwitz-Birkenau. Em primeiro lugar ele trabalhou no Bunker 2 e mais tarde no Crematório III.  Além dessas funções, e, graças ao seu talento artístico nato, ele acabou atraindo o interesse de certos integrantes da SS e, assim, escapa da morte  programada, caligrafando e decorando com desenhos, as cartas enviadas pela SS aos às suas famílias.  e, em retribuição ele recebia uma quota maior de alimentos. Ele ilustra, de sua memória, os lugares, os momentos e as experiências que viveu ou presenciou no campo de concentração. Registros que, mais adiante, segundo testemunhos, serão confirmados em sua íntegra.
Falando polonês, francês, inglês e alemão, ele também serviu como intérprete para os alemães que, sentindo-se derrotados, não hesitaram em receber as notícias de Londres transmitidas pela BBC. Lá, ele soube da libertação de Paris e Estrasburgo.
Em 19 de janeiro de 1945, Olére, consegue, como outros membros do último grupo de Sonderkommando, se misturar aos outros prisioneiros, durante a evacuação de Birkenau e Auschwitz e, em 25 de janeiro de 1945, ele participa da marcha da morte  até o campo de Mauthausen-Gusen e, em seguida, para segue os subcampos de Buchenwald, Melk e Ebensee, , dos quais ele fez cinco tentativas de fuga, sem sucesso,  até ser libertado pelos americanos em Ebensee em 6 de maio de 1945.
Após a sua libertação,  soube que toda a sua família tinha sido exterminada em Varsóvia.  Ele, posteriormente, retornou a Paris, onde viveria até ao fim de sua vida. 
Voltando a Noisy-le-Grand, Olère não alimenta mais sua arte (desenhos, pinturas e esculturas), exceto em uma perspectiva de testemunha. É seu único meio de suportar o horror experimentado e sua única motivação para sobreviver. Seus trabalhos são considerados um testemunho visual de importância primária e tornou-se, no pós-guerra, uma testemunha visual inequívoca das experiências realizadas nos campos de concentração e do processo de extermínio, os quais ele representou em seus desenhos e pinturas.
Ele morreu, segundo seu filho Alexandre, aterrorizado com o nascimento de teses negacionistas, que não hesitaram em questionar seu próprio testemunho.
Segundo Jean-Claude Pressac, David Olère afirmou que os nazistas fizeram salsichas da carne de um judeu. 
Das contribuições e da carreira artística de Olère, no pós-guerra, Serge Klarsfeld, em resumo diz, p. 9:

...Até sua aposentadoria em 1962, David Olère trabalhou para a OTAN na SHAPE em Louveciennes, na França.

## Arte
Olère começou a desenhar em Auschwitz durante os últimos dias do acampamento, quando a SS ficou menos atenta.  Seu trabalho tem um valor documental excepcional: não há fotos do que aconteceu nas câmaras de gás e crematórios,  e Olère foi o único artista a trabalhar como membro do Sonderkommando e sobreviveu.  Ele também foi a primeira testemunha a desenhar planos e cruz-seções para explicar como o crematórios funcionavam. 
Olère sentiu-se compelido a capturar Auschwitz artisticamente para ilustrar o destino de todos aqueles que não sobreviveram.  Ele às vezes mostra-se em suas pinturas como um rosto fantasmagórico testemunhando em segundo plano.  Ele exibiu seu trabalho no Museu Estatal de Les Invalides e no Grand Palais em Paris, no Museu judaico em Nova Iorque, no Museu de artes de Berkeley, localizado na Universidade da Califórnia, e em Chicago.  Em 1962, ele se aposentou e morreu em 1985.  Sua viúva e filho continuaram a informar o mundo sobre Auschwitz através de suas obras de arte. 
Ele processou, em sua fotos, as experiências deste período. Como existem apenas três fotos dos poços de cremação da obra do Sonderkommando em Auschwitz, suas pinturas e desenhos são considerados importantes evidências contemporâneas.
A obra artística de Olère compreende os anos de 1945 a 1962. Seus desenhos às vezes são seus únicos documentos visuais restantes daquele período. Olère também desenhou "Les Inaptes au travail", que é muito famosa porque mostra realmente o horror dos campos nazistas. Ele, o autor, geralmente se representa em seus desenhos, identificável pelo número de registro.
Em 1952, ele produziu O ‘’alimento para os mortos e para os vivos’’.  Este óleo sobre papelão medindo 102×76 cm é exibido no Museu do Holocausto em Nova Iorque. Esta pintura produzida logo após a Segunda Guerra Mundial descreve um movimento expressionista. Esse movimento artístico do século XX procura expressar emoções, sentimentos. .

### A arte cinematográfica de Olère[14]
- Tartarin de Tarascon (Tartarin de Tarascon) 1934;
- Aux yeux du souvenir (Aos olhos da memória) 1948;
- Passaporte para o Rio, 1948;
- Si ça peut vous faire plaisir (Se te faz feliz), 1948;
- "Man About Town" (título original: Le Silence est d'or - "Silence is golden") é um filme franco-americano de 1947, escrito e dirigido por René Clair.";
- La vie comemain demain (A vida começa amanhã), c.1950.

## Coleções publicadas
- David Olère, ‘’O Olho da Testemunha’’, Fundação Beate Klarsfeld, Paris 1989
- David Olère e Alexander Olère, ’’um genocídio na herança’’, edições Wern ( ISBN  2-912487-35-8 )